# Wario Land 4
Wario Land 4 – komputerowa gra platformowa wyprodukowana i wydana przez Nintendo w 2001 roku na konsolę Game Boy Advance. W grze wcielamy się w chciwego Wario, który po przeczytaniu w gazecie artykułu o znajdującym się w piramidzie skarbie, nie namyślając się długo wyrusza w celu przejęcia go dla siebie. W grze należy przemierzyć 6 kolorowych światów, 18 poziomów w nich zawartych, zmierzyć się z sześcioma bossami oraz zagrać w 3 różne minigry.

## Fabuła
Wario zauważył artykuł na temat tajemniczej piramidy ukrytej głęboko w dżungli. Legenda mówiąca o skarbie należącym do księżniczki Shokory – władczyni piramidy, która została przeklęta przez Złotą Diwę, natychmiast przykuła jego uwagę.
Bez marnowania czasu i zapominając o porannej drzemce, Wario wskakuje do swojego samochodu i rusza w drogę do piramidy. Po wkroczeniu do niej, spotyka czarnego kota, który prowadzi go do wewnętrznej części ruin.
Po przedarciu się przez pierwsze przejście i pokonaniu bossa, Wario odkrywa cztery nowe przejścia. Po pokonaniu ich oraz strażnika każdego z przejść, Wario odblokowuje przejście do najskrytszej części piramidy, gdzie spoczywa Złota Diwa.
Wario pokonuje w walce Złotą Diwę i ucieka z walącej się piramidy razem z zebranymi skarbami. Kot, którego spotkał na początku przygody, okazuje się być przeklętą księżniczką Shokorą. Zależnie od ilości zebranych skarbów odzyskuje ona jedną z czterech form (tą okazać się może małe dziecko, kobieca wersja Wario, młoda księżniczka Shokora albo jej dorosła forma). Księżniczka daje Wario w nagrodę buziaka w policzek, a następnie wstępuje do niebios. Po jej zniknięciu, Wario zabiera worek z łupem i wraca do siebie, aby uczcić dobrze udaną eskapadę.

## Rozgrywka
Rozgrywka w Wario Land 4 jest zbliżona do swoich poprzedników (Wario Land 2 i Wario Land 3), gra skupia się głównie na eksploracji poziomu i rozwiązywaniu zagadek logicznych w poszukiwaniu ukrytych skarbów. Gra podzielona jest na sześć głównych światów, po pokonaniu wstępnego, który funkcjonuje jako tutorial odblokowują się cztery kolejne: szmaragdowy, topazowy, rubinowy i szafirowy. Szmaragdowe przejście jest utrzymane w tematyce natury, topazowe jest skupione na zabawkach i grach. Świat Rubinowy tyczy się technologii i maszyn, a Szafirowy jest światem nawiązującym do horrorów. Po ich ukończeniu odblokowana zostaje finałowa lokacja – Złota Piramida, która łączy w sobie wszystkie mechaniki poznane w poprzednich poziomach.
Głównym celem w każdym z 18 poziomów jest znalezienie ukrytych skarbów i wydostanie się z nimi przed upływem czasu. W każdym poziomie są do znalezienia:
- cztery fragmenty klejnotu, który należy skompletować, aby odblokować drzwi prowadzące do bossa,
- Keyzer – duch w kształcie klucza, który odblokowuje kolejny poziom,
- płyta CD, która pozwala później odsłuchać muzykę w sali muzycznej.

Na każdym poziomie znajduje się dźwignia w kształcie żaby, którą trzeba znaleźć, aby móc  opuścić poziom. Po jej kliknięciu aktywuje się portal na początku poziomu oraz odliczanie dające limitowany czas na znalezienie drogi powrotnej. Aktywowanie dźwigni  zmienia również układ poziomu w mniejszym lub większym stopniu – może odblokować się nowa ścieżka albo otoczenie może kompletnie zmienić swój wygląd (w planszy „Fiery Cavern” ognista jaskinia po kliknięciu dźwigni zamarza, zmieniając przy tym wygląd poziomu i przeciwników).
Na końcu każdego przejścia znajdują się zamknięte drzwi, których otwarcie wymaga skompletowania wszystkich klejnotów z poprzednich poziomów. Za drzwiami czeka na Wario strażnik, którego trzeba pokonać w wyznaczonym czasie. Czas, w jakim pokona się przeciwnika ma wpływ na zakończenie gry (im dłużej trwa walka, tym więcej skrzyń ze skarbem zostanie utraconych).
W każdym z przejść znajduje się również pokój z minigrami, w nich można wydać zebrane pieniądze, aby zagrać w jedną z 3 dostępnych gier. Za dobre wyniki otrzymuje się medale, które następnie można wydać w sklepie przed walką z bossem, aby ją ułatwić.
W przeciwieństwie do Wario Land 2 i 3,  Wario nie jest już niezniszczalny i ma ograniczony limit zdrowia. Po utracie wszystkich serduszek, Wario zostaje wyrzucony z poziomu i traci wszystkie skarby, które w nim zebrał. Niektóre ataki przeciwników potrafią zmienić formę Wario (uderzenie młotem zamieni go w skaczącą wyżej sprężynę, a ogień w płonącego Wario potrafiącego zniszczyć specjalne bloki i pokonać przeciwników jednym trafieniem), co umożliwia dotarcie do wcześniej niedostępnych lokacji. Ataki transformujące Wario nie zadają obrażeń, a jedynie zmieniają sterowanie.

## Odbiór
Gra zyskała szerokie uznanie krytyków zdobywając 88 punktów w serwisie Metacritic. IGN przyznało Wario Land 4 ocenę 9/10, powołując się na świetnie przemyślaną konstrukcję poziomów i jej grywalność. NintendoLife narzekało na jej krótkość, ale podkreśliło, że: „błyskotliwie zaprojektowane i nieliniowe poziomy zachęcają do wielokrotnego przechodzenia gry i eksploracji w celu odblokowania wszystkich bonusów”. GameSpot opisał, że: „Gra jest napięta i zróżnicowana, grafika jest szczegółowa i kolorowa, a dźwięk nie ma sobie równych”. GameSpy nazwał tę grę: „Niezwykle zabawnym, różnorodnym i pełnym humoru dodatkiem do dziedzictwa Mario/Wario. Jest wymagająca i kreatywna, ale nie tak frustrująca jak Wario Land 3”.